# موجودی از باتلاق سیاه
موجودی از باتلاق سیاه (به انگلیسی: Creature from the Black Lagoon) فیلمی ۷۹ دقیقه‌ای به کارگردانی جک آرنولد با بازی ریچارد کارلسن محصول کشور بریتانیا است.